# Jules Andrade
Jules Andrade (Paris, 4 de setembro de 1857 — Brighton, 25 de fevereiro de 1933) foi um matemático, físico e fabricante de relógios francês.

## Vida
Após estudar na École Polytechnique e prestar o serviço militar na artilharia, lecionou na Universidade de Rennes. Enquanto lecionava na Universidade de Montpellier, participou a partir de 3 de junho de 1899 como especialista na defesa de Alfred Dreyfus (Caso Dreyfus).
Foi professor durante 26 anos no Institut de Chronométrie da Universidade de Besançon. Jules Andrade pesquisou na área de relógios mecânicos sobre atrito, sincronização, perturbação do isocronismo, volante regulador, pêndulo, regulagem e molas espirais.
Foi palestrante convidado do Congresso Internacional de Matemáticos em Zurique (1897), em Heidelberg (1904), em Roma (1908: Le theoreme d'Ampere-Stokes et le postulatum d'Euclide) e em Toronto (1924).

## Obras
- Chronométrie (1908)
- Le mouvement, les mesures du temps et de l'étendue (1911)
- Les organes réglants des chronomètres (1920)
- Horlogerie et chronométrie (1924)
- Mécanique Physique, Nabu Press, Reprint 2010, ISBN 978-1148526980
- Leçons de Mécanique Physique, Nabu Press, Reprint 2010, ISBN 978-1142270735
- La géometrie naturelle en deux livres